# Артельт, Карл
Карл Артельт (нем. Karl Artelt; 31 декабря 1890, Магдебург — 28 сентября 1981, Галле-на-Заале) — руководитель восстания немецких матросов в Киле, деятель КПГ.

## Биография
Родился в Магдебурге в семье машиниста. В 1904—1908 годах учился на слесаря-сборщика на машиностроительном заводе R. Wolf в Магдебурге. На этом заводе он работал вместе с будущим поэтом Эрихом Вайнертом.
В 1908 г. вступил в Социал-демократическую партию Германии, а позднее стал членом НСДПГ.
В 1911—1913 гг. матрос в Восточно-азиатской эскадре германского флота. Был свидетелем буржуазной революции в Китае. После начала Первой мировой войны служит инженером-механиком на верфи в Киле. В 1917 году за «революционную деятельность среди матросов и работников верфи» (он был членом стачечного комитета) в течение 6 месяцев отбывал заключение в крепости в Верхней Силезии. После освобождения получил приказ отправиться во Фландрию. После полугода пребывания на передовой был отозван как ценный специалист обратно в Киль.
Как писал сам Карл Артельт, «После забастовки в январе 1918 года я назвался нервнобольным и отправился лечиться в больницу, хотя после моего обследования врач и сказал, что мои нервы в порядке». Таким образом он получил увольнение в Киль на 5 недель. После рапорта командиру дивизиона у командования появились трудности с тем, куда определить такого «смутьяна», поскольку командование корабля, где он служил прежде, отказалось принять его назад. При содействии капитана Лудольфа, знавшего Артельта по процессу 1917 года, он был списан на берег на склады дивизиона миноносцев.
Вместе с Лотаром Поппом возглавлял восстание моряков в Киле в ноябре 1918 года. Уже 3 ноября 1918 года. Артельт выступал перед несколькими сотнями человек с призывами положить конец любым военным действиям. 4 ноября в бараках дивизиона миноносцев он был выбран председателем первого в Германии Совета рабочих и солдатских депутатов. В этой роли на автомобиле с красным флагом он доставил адмиралу Вильгельму Сушону требования восставших, среди которых было требование отозвать войска, направленные для подавления восстания. 5 ноября он был выбран председателем первого Верховного солдатского Совета базы балтийской базы в Киле. Даже такие его политические противники, как Густав Носке, относились к нему с уважением. Вёл пропаганду идей «Союза Спартака», но в борьбе за пути развитие революции в Киле потерпел поражение от правых социал-демократов.
В начале 1919 года вернулся в Тюрингию и вначале жил в Магдебурге. Здесь он становится одним из сооснователей Коммунистической партии Германии в январе 1919 года, а в марте был избран в Совет рабочих депутатов. В апреле 1919 года стал широко известно благодаря действиям КПГ в рабочих кварталах Магдебурга.
В 1920—1923 годах участвует в борьбе против путча Каппа, а также в мартовских боях в Средней Германии. По рекомендации В. Пика, с которым познакомился в 1919 года в Лейпциге, исполняет обязанности секретаря окружных комитетов КПГ в Билефельде, Цвиккау и Касселе.
В середине 1920-х годов отошёл от политической жизни. Стал торговым представителем и до 1945 года работал в области торговли в Небре. После окончания Второй мировой войны был одним из инициаторов объединения КПГ и СДПГ в СЕПГ в районе и становится первым секретарём в Кверфурте. В 1960-70-х годах выступал с рассказами о своём революционном прошлом в Киле и Средней Германии на предприятиях и заводах.
С 1979 года до своей смерти проживал в доме для престарелых в Галле-на-Заале.